# E-lis
E-LIS (E-prints in Library and Information Science) je volně přístupný mezinárodní otevřený archiv pro vědecké práce v oboru knihovnictví a informační vědy (LIS) založený v roce 2003. Pro tuto oblast je to zároveň i největší mezinárodní otevřené úložiště.
E-LIS je založen na filozofii a principu Open Source Initiative, při kterém spolu lidé z celého světa spolupracují na budování softwaru. Potencionální uživatel je tak každý uživatel, který má přístup k internetu. Celý archiv běží na open source systému EPrints.
V E-LIS pracuje tým dobrovolných redaktorů ze 44 zemí a podporuje 22 jazyků. V březnu 2013 bylo archivováno přes 14240 dokumentů.
Rozvoj mezinárodní sítě LIS byl stimulován rozšířením OA koncepce LIS prací a usnadnění šíření materiálů v rámci komunity LIS.

## Prohlížení a vyhledávání dokumentů
Vyhledávání a procházení je mnohojazyčné. Prohlížení dokumentů je možné podle těchto kritérií: autoři, konference, země, časopisy/knihy, předměty, tituly, roky vydání. E-LIS umožňuje jak jednoduché, tak pokročilé vyhledávání. U nalezených výsledků si mohou uživatelé následně zobrazit metadata spojená s dokumentem svého zájmu a v případě potřeby si je stáhnout (některé dokumenty mohou mít omezený přístup).

## Publikování a druhy dokumentů
Předložené (zaslané) dokumenty jsou umístěny do vyrovnávací paměti, odkud mohou být týmem E-LIS schváleny, zamítnuty nebo vráceny autorovi k přepracování.
E-LIS přijímá jakoukoliv vědeckou nebo technickou práci, publikovanou nebo nepublikovanou, z oboru knihovnictví a informační vědy. Mohou to být zprávy, prezentace, konferenční plakáty, knihy, kapitoly, technické zprávy, pracovní studie, diplomové práce, články z novin či časopisů.
Každá země má svého editora, který příspěvky kontroluje. Pro Českou republiku to je PhDr. Eva Bratková.

## Hlavní cíle
Mezi hlavní cíle E-LIS patří:
- Budovat celosvětový archív pro knihovnictví a informační vědu.
- Být nekomerčním systémem na vyhledávání a zpřístupňování plných textů.
- Zlepšit povědomí o tvorbě, správě a využívání otevřených archivů a to zejména v oblasti otevřených digitálních knihoven.

## Institucionální podpora
E-LIS je podporován řadou institucí, jako například:
- Cilea - AePIC týmu, který spravuje Susanne Mornati a podporuje E-LIS na technické úrovni od ledna 2003 – je zároveň i hostitelský server.
- FAO Organizace spojených národů prostřednictvím FAO AIMS týmu, který je spravován Johannesem Keizerem a podporuje E-LIS od roku 2010
- DURASPACE, který podporuje E-LIS od roku 2011.